# Isola Vesennij
L'isola Vesennij  (in russo остров Весенний, ostrov Vesennij; in italiano isola di Primavera) è un'isola russa che fa parte dell'arcipelago di Severnaja Zemlja ed è bagnata dal mare di Laptev.
Amministrativamente fa parte del Tajmyrskij rajon del Territorio di Krasnojarsk, nel Circondario federale della Siberia.

## Geografia
L'isola fa parte del gruppo delle isole Majskie (le isole di Maggio) che si trovano nella parte sud-orientale dell'arcipelago, circa 4 km a nord dell'isola Starokadomskij. Vesennij è situata a nord di capo Majskij (мыс Майский), l'estrema punta settentrionale di Starokadomskij. Ha una forma allungata di circa 800 m di lunghezza e 360 metri di larghezza. La parte occidentale è ricoperta da sabbia e la maggior parte dell'anno è coperta di ghiaccio.